# Pawłowice (gmina)

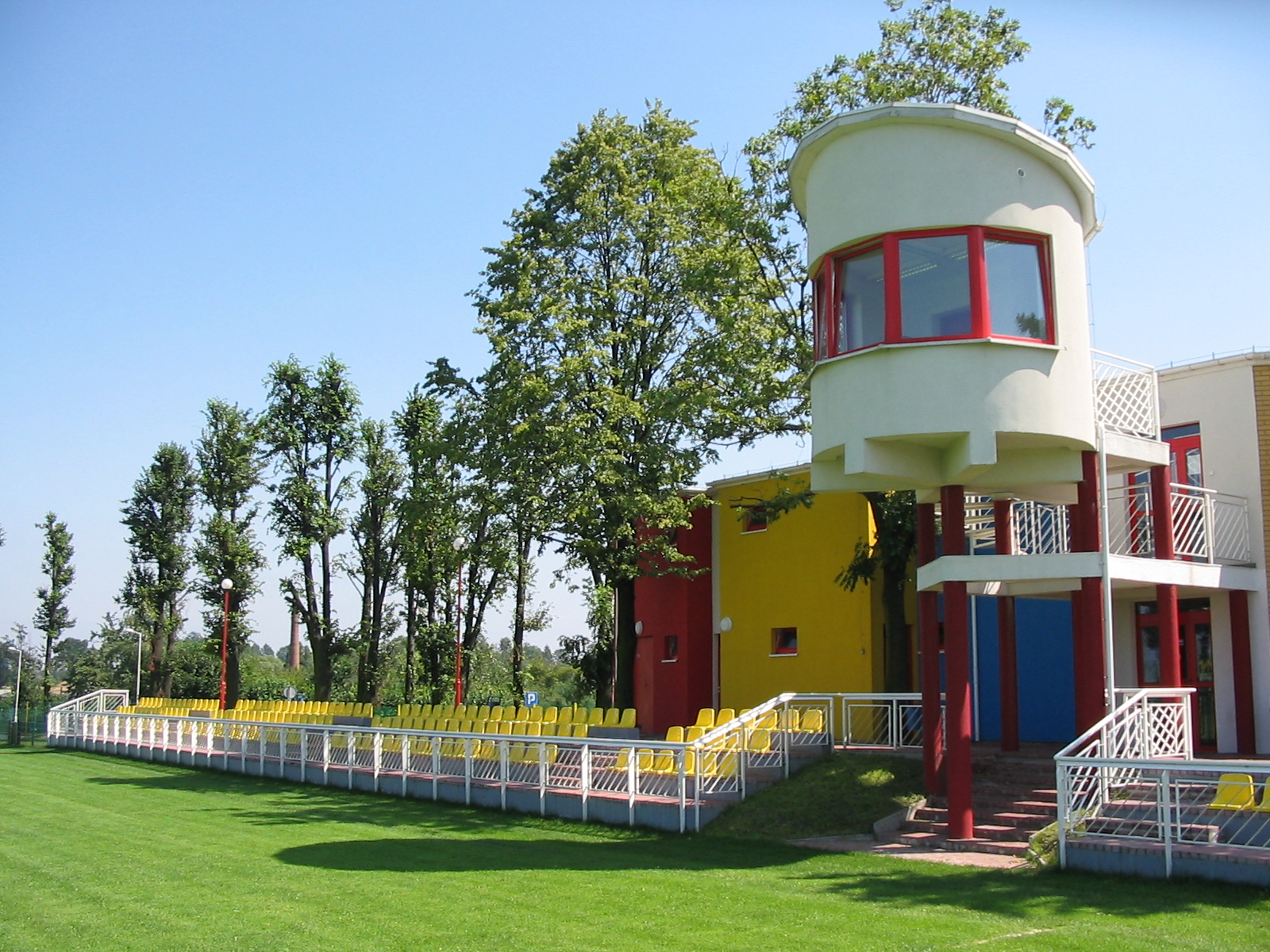
Gminny Ośrodek Sportu w Pawłowicach

Pawłowice – gmina wiejska położona w województwie śląskim, w powiecie pszczyńskim. W aktualnym kształcie administracyjnym gmina funkcjonuje od 2 stycznia 1973 roku. W latach 1975–1998 gmina położona była w województwie katowickim.

## Historia
Gmina ma swoją siedzibę w Pawłowicach. Jednostka administracyjna powstała 1 stycznia 1973, kiedy połączono w jeden organizm gromadzkie rady narodowe Pawłowic, Golasowic i Warszowic. Samorząd gminny reaktywowano w 1990 roku.

## Zabytki
W gminie znajduje się kilka zabytków:
- Parafia św. Jana Chrzciciela w Pawłowicach
- Rezydencja rodu baronów von Reitzensteinów w Pielgrzymowicach zbudowana w 1903 r. z fragmentem parku
- Mleczarnia w Pawłowicach z 1924 r.
- Drewniany Kościół parafialny pod wezwaniem św. Katarzyny Aleksandryjskiej w Pielgrzymowicach z 1674 r. (przebudowany w 1746 r.)
- Zabytkowy kościół ewangelicko-augsburski z połowy XVIII wieku w Golasowicach
- Kościół parafialny pod wezwaniem św. Michała Archanioła z lat 1793–1799 w Krzyżowicach
- Krzyż przydrożny obok domu nr 97 w Warszowicach, kamienny, z 1845 r., fundacji Frantza Funcha
- Krzyż przydrożny obok domu nr 8 w Krzyżowicach, kamienny, ludowy z 1842 r.

## Struktura powierzchni
Według danych z roku 2002 gmina Pawłowice ma obszar 75,77 km², w tym:
- użytki rolne: 71%
- użytki leśne: 10%

Gmina stanowi 16% powierzchni powiatu.

## Demografia

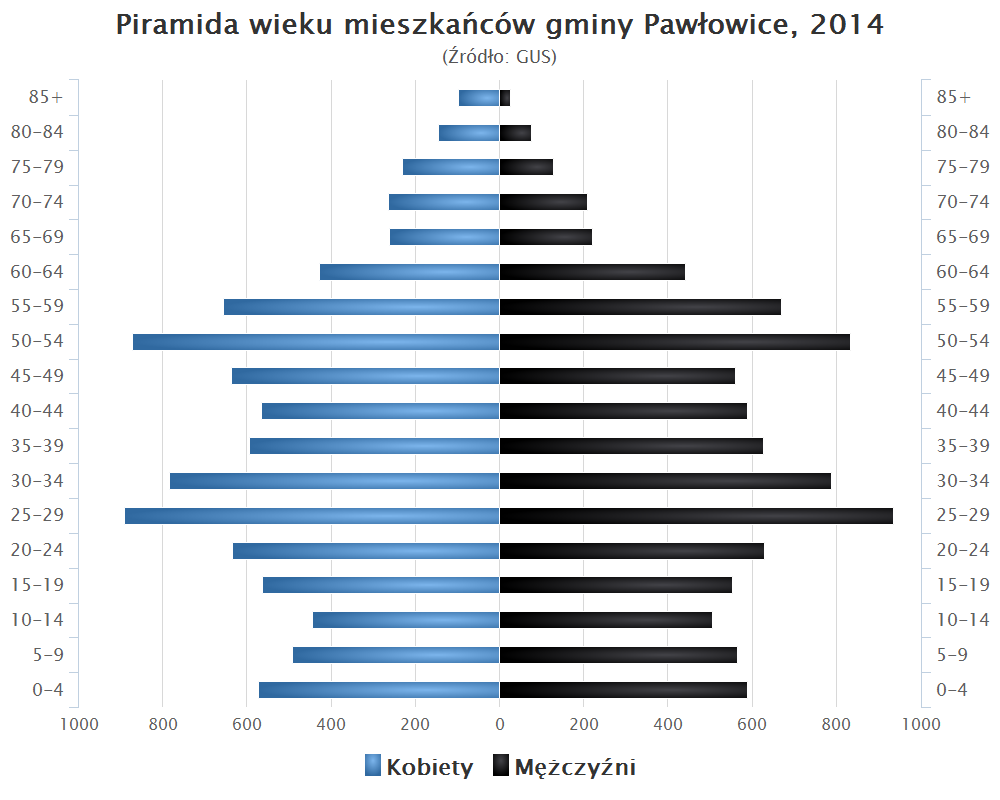
Piramida wieku mieszkańców gminy Pawłowice w 2014 roku

Dane z 31 grudnia 2010:
| Opis                              | Ogółem | Ogółem | Kobiety | Kobiety | Mężczyźni | Mężczyźni |
| --------------------------------- | ------ | ------ | ------- | ------- | --------- | --------- |
| Jednostka                         | osób   | %      | osób    | %       | osób      | %         |
| Populacja                         | 18 136 | 100    | 9 225   | 50,9    | 8 911     | 49,1      |
| Gęstość zaludnienia [mieszk./km²] | 239,4  | 239,4  | 121,8   | 121,8   | 117,6     | 117,6     |

## Sołectwa wchodzące w skład gminy

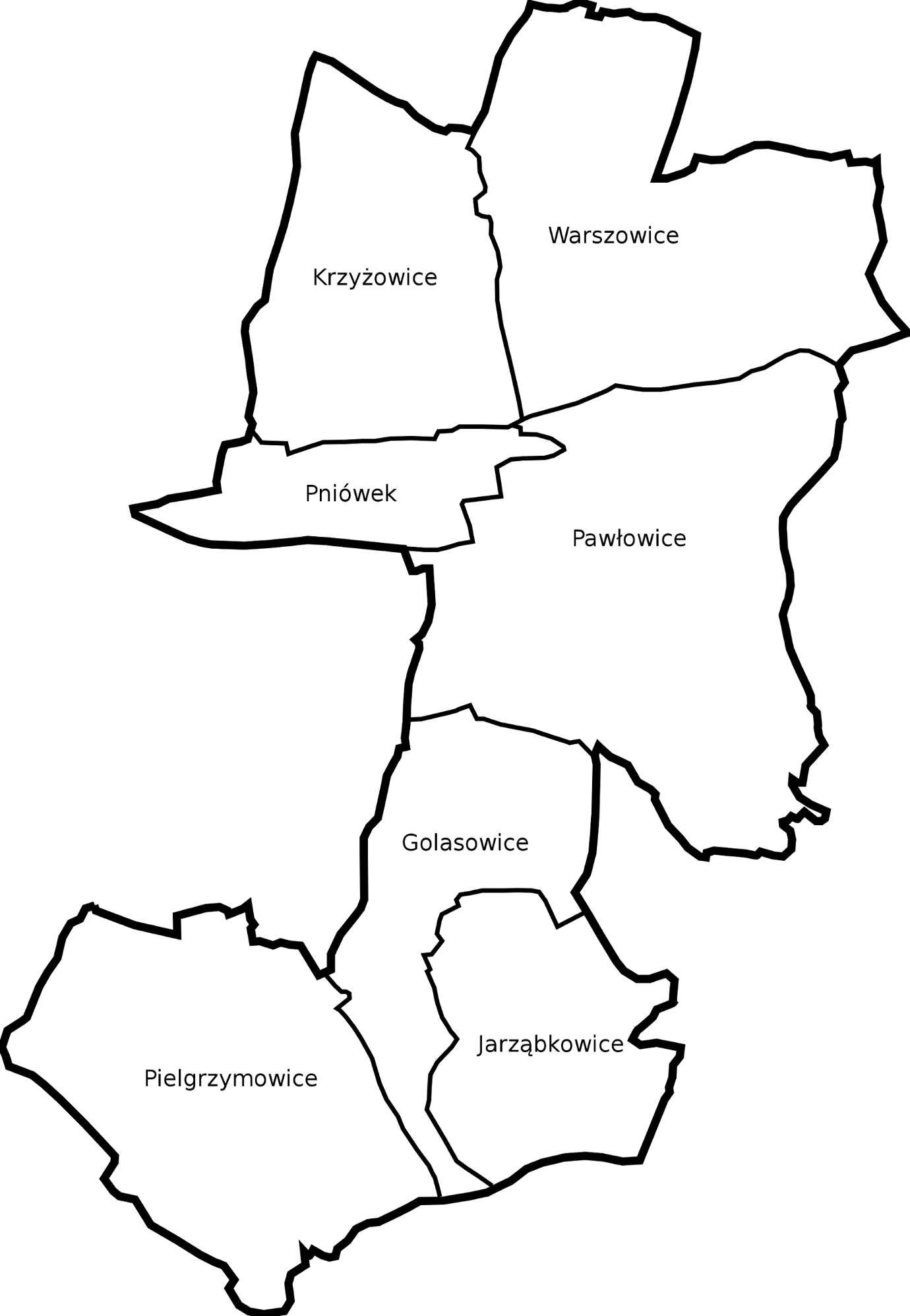
Sołectwa gminy

Dane z 31 grudnia 2013
| Herb | Sołectwo                | Powierzchnia (w km²) | Ludność (31 grudnia 2010) | Gęstość zaludnienia (os./km²) | Położenie |
| ---- | ----------------------- | -------------------- | ------------------------- | ----------------------------- | --------- |
|      | Pawłowice (wieś gminna) | 18,05                | 9372                      | 519,2                         |           |
|      | Golasowice              | 8,06                 | 1417                      | 175,8                         |           |
|      | Jarząbkowice            | 6,77                 | 649                       | 95,8                          |           |
|      | Krzyżowice              | 9,86                 | 1037                      | 105,2                         |           |
|      | Pielgrzymowice          | 13,17                | 2746                      | 208,5                         |           |
|      | Pniówek                 | 4,4                  | 527                       | 119,8                         |           |
|      | Warszowice              | 14,82                | 1988                      | 134,1                         |           |

## Miasta partnerskie
Miastami partnerskimi gminy są:
- Verquin  Francja – umowa podpisana 18 stycznia 2004
- Perkupa  Węgry – umowa podpisana 17 czerwca 2005
- Teplička nad Váhom  Słowacja – umowa podpisana 15 lutego 2006

## Sąsiednie gminy
Z Pawłowicami sąsiadują: Jastrzębie-Zdrój, Pszczyna, Strumień, Suszec, Zebrzydowice, Żory.